# Danielsville, Georgia
Danielsville är administrativ huvudort i Madison County i Georgia. Orten har fått namn efter militären Allen Daniel. Vid 2010 års folkräkning hade Danielsville 560 invånare.

## Kända personer från Danielsville
- Crawford Long, läkare